# Quirusillas
Quirusillas es una localidad y municipio de Bolivia, ubicado en la provincia Florida al oeste del departamento de Santa Cruz. El municipio tiene una superficie de 318,93 km² y cuenta con una población de 2.995 habitantes (según el Censo INE 2012). Se encuentra en la parte central de la zona subandina y la localidad está situada a 161 km en carretera de la ciudad de Santa Cruz de la Sierra y a 36 km de la capital provincial, Samaipata. Tiene un clima templado con una temperatura promedio anual de 22 °C y cuenta con una topografía que está compuesta por montañas y pie de monte. Los principales ríos del municipio son el río Yapacaní, Tembladeras, La Tejerina, Quirusillas y La Ladera. Quirusillas surge con la edificación de un pequeño templo a cargo de los esposos Alejandro Farel y María de Holguín el año 1765 y el municipio fue creado según Ley del 24 de septiembre de 1943.

## Toponimia
Quirusillas recibe su nombre de una palabra que deriva del quechua (khirusillas), nombre de una  planta silvestre que crece en lugares húmedos y fríos.

## Historia
Según el historiador Hernando Sanabria Fernández, en su obra “Breve Historia de Santa Cruz” el pueblo de Quirusillas se fundó el 8 de diciembre de 1765 por los esposos Alejandro Farel y Maria de Holguín. Cuando ambos fallecieron, sus hijos cedieron terrenos de su herencia para la construcción de un pequeño templo y para la edificación de viviendas en la zona. Documentos investigados señalan que la extensión del terreno fue de cuatro cuadras al contorno. La capilla fue construida con vista hacia el este, quedando  en línea recta  con la vista al río principal. Quirusillas fue un cantón de la Provincia Vallegrande hasta el 15 de diciembre de 1924. Mediante decreto Ley se creó la Provincia Florida en base a la segunda Sección de la Provincia Vallegrande que entonces era Samaipata, quedando Quirusillas como cantón de la Provincia Florida. El 7 de mayo de 1940 se organiza el Comité Pro Creación de La Cuarta Sección Municipal de la Provincia Florida, presidido por el señor Ciriaco Arnez Jordán y acompañado por otras personas que realizaron los trámites correspondientes para su posterior creación al rango de municipio.
En el gobierno del General Enrique Peñaranda, mediante Ley de 24 de septiembre de 1943, Quirusillas subió a rango de Sección Municipal. En aquella época el ejecutivo designó de manera interina al Alcalde Municipal. Un año más tarde en 1944 el señor Ciriaco Arnez llegó a ser el primer alcalde municipal de la población.

## Geografía
El municipio ocupa una pequeña parte del sur de la provincia Florida, al oeste del departamento de Santa Cruz. Limita al noroeste con el municipio de Pampagrande, al norte y al este con el municipio de Samaipata, al sur con los municipios de Postrervalle y Vallegrande, y al oeste con el municipio de El Trigal, estos tres últimos en la provincia Vallegrande.

## Demografía
De acuerdo con el censo boliviano de 2024, la población del municipio de Quirusillas es de 3 095 habitantes.
La población del municipio se duplicó entre 1992 y 2024:
| Año  | Habitantes (municipio) | Fuente |
| ---- | ---------------------- | ------ |
| 1992 | 1 507                  | Censo  |
| 2001 | 2 028                  | Censo  |
| 2012 | 2 995                  | Censo  |
| 2024 | 3 095                  | Censo  |

## Economía
La población de Quirusillas se dedica principalmente a la actividad agrícola, que es desarrollada en forma extensiva y en pequeña escala, de manera tradicional y con baja tecnología. La mayor parte de los cultivos son para autoconsumo y para la comercialización, la papa, el fréjol y el tomate, son los de mayor comercialización. Los agricultores también se dedican a la fruticultura, en especial a la producción de durazno, pera y pina para la venta. La harina de maíz se procesa localmente para la elaboración de pan. La actividad pecuaria es mínima, la ganadería bovina se realiza en pequeña escala y se ha diversificado la cría de animales menores como el cerdo y aves de corral.

## División administrativa
Al municipio le pertenen las comunidades de Racete, Rodeo, Filadelfia (Yandelay), San Luís, San Juan, Hierba Buena, Río Abajo, San Silvestre y Quirusillas.

## Símbolos

### Escudo
Este símbolo está dividido en tres partes; dos cuadrantes superiores y uno inferior. En la parte superior izquierda se encuentra el loro pinero considerado patrimonio natural del municipio, el mismo que estuvo en peligro de extinción. En la otra parte superior derecha está la laguna Esmeralda, reserva natural más importante de Quirusillas.
• En el cuadrante inferior existen varios elementos; el río, simbolizando al único y principal motor de la agricultura que abarca de sur a norte. También se observa un molino de agua, que en años anteriores era el único de la zona donde acudían de diferentes provincias e incluso de otros departamentos para hacer moler sus granos. Al fondo de estos elementos se aprecia una serranía nublada característica del lugar.
• En la parte izquierda se ve también un pino y palmera; árboles que rodean la plaza principal, y en la derecha está el tradicional sombrero de los valles cruceños. Todo el escudo se encuentra abrazado por dos plantas de Quirusillas.